# Copa Valais
A Copa Valais é uma competição de futebol amistosa organizada pela sociedade Matchworld Football SA. A competição é disputada a cada verão desde a primeira edição, que aconteceu em 2013. Os jogos são disputados principalmente na Suíça, menos uma partida que teve como sede a França, no ano de 2015.

## Formato
A competição acontece no formato de vários jogos, dando uma classificação final que determina o vencedor. O número de participantes varia para edição.

## História
A primeira edição aconteceu em 2013 com a presença de cinco equipes. Cada equipe disputou números diferentes de partidas (um ou dois), o número total de pontos foi dividido por dois, referente ao número de jogos disputados. Todas as partidas foram disputadas no Estádio de Tourbillon, Sião.
Em 2014 a competição contou com apenas três equipes, que deveriam disputar dois jogos cada. Mas como o Shakhtar Donetsk não disputou o seu segundo jogo, quando ele enfrentaria o Benfica. O Benfica também disputou um jogo contra o Athletic Bilbao, mas este não foi contabilizado no torneio.
A edição de 2015 incluiu cinco equipes que disputaram dois jogos cada. Esta edição foi a primeira que a equipa da casa venceram, o FC Sion. Nesta edição, os organizadores tiveram dificuldade em encontrar estádios sede, pois a cidade de Savièse recusou-se a receber o Basel e as cidades de Annecy e Évian-les-Bains recusaram-se a hospedar o jogo do PSV Eindhoven.
Depois de três edições da Copa Valais a Football Matchworld SA informou que o evento está crescendo e que agora se estende para além das fronteiras de Valais. Na verdade, o evento, usando para a ocasião terá o novo nome de Festival de Futebol dos Alpes, que estará sendo disputada na bela paisagem alpina de verão.

## Títulos por clube
| # | Clube            | Títulos  | Vice             |
| - | ---------------- | -------- | ---------------- |
| 1 | Porto            | 1 (2013) | 0                |
| 1 | Benfica          | 1 (2014) | 0                |
| 1 | Sion             | 1 (2015) | 0                |
| 4 | Shakhtar Donetsk | 0        | 2 (2014), (2015) |
| 5 | Saint-Étienne    | 0        | 1 (2013)         |